# Hanabi (Spiel)
Hanabi ist ein kooperatives Kartenspiel für zwei bis fünf Spieler von Antoine Bauza, das besonders von kommunikativen und deduktiven Spielelementen geprägt ist und zum Spiel des Jahres 2013 gewählt wurde.

## Spielkonzeption
Der Name des Spiels leitet sich vom Japanischen ab, wo hanabi (花火) „Feuerwerk“ (wörtlich: „Blumen-Feuer“) bedeutet. Ziel des Spiels ist, dass alle Spieler gemeinsam möglichst viele Karten passend ablegen, was mit einem farbenprächtigen Feuerwerk gleichgesetzt wird.
Eine Regel besteht darin, dass die Spieler ihre Karten „verkehrt“ herum (mit der Rückseite zum Spieler) halten, sodass jeder nur die Karten seiner Mitspieler sieht, nicht jedoch seine eigenen. Aus Hinweisen der Mitspieler wie „Diese beiden Karten sind Zweier“ oder „Du hast eine blaue Karte, und zwar diese hier“ können in Kombination mit Hinweisen aus früheren Runden Rückschlüsse gezogen werden, welche Karten ausgespielt oder abgeworfen werden sollten. Es steht aber nur eine begrenzte Anzahl von Tipps zur Verfügung – und nach drei Fehlern beim Ausspielen von Karten ist das Spiel für alle verloren.

## Material und Spielregeln
Das Spiel besteht aus:
- 50 einfarbigen Feuerwerkskarten in den fünf Farben Rot, Gelb, Grün, Blau, Weiß; pro Farbe je 10 Karten mit den Werten 1 bis 5 (3 Einer; je 2 Zweier/Dreier/Vierer; 1 Fünfer)
- 10 zusätzlichen mehrfarbigen Feuerwerkskarten mit denselben Werten; diese werden für das Grundspiel nicht benötigt, erlauben aber fortgeschrittenen Spielern verschiedene Zusatzvarianten
- 8 Hinweisplättchen
- 3 Gewitterplättchen

Abhängig von der Spielerzahl erhält jeder Spieler zu Beginn des Spiels vier oder fünf Handkarten (2 oder 3 Spieler: 5; 4 oder 5 Spieler: 4 Karten). Diese müssen so gehalten werden, dass sie immer mit der Rückseite zum einzelnen Spieler weisen; nur die Mitspieler dürfen die Vorderseite der Karten eines Spielers sehen.
Das Spiel wird reihum gespielt. Wer an der Reihe ist, muss sich für eine der drei folgenden Möglichkeiten entscheiden:
1. Man dreht ein Hinweisplättchen um und gibt dann einem Mitspieler einen Hinweis auf die Farbe oder auf den Wert von Karten, die er in der Hand hält, indem alle Karten einer Farbe oder alle Karten eines Werts angetippt werden und dem Mitspieler die Farbe beziehungsweise der Wert dieser Karten genannt wird. Dies erlaubt den Spielern im Laufe des Spiels gewisse Rückschlüsse, welche Karten sinnvoll ausgespielt werden könnten oder welche Karten eventuell nicht mehr brauchbar sind und abgeworfen werden können.
2. Man spielt eine Karte aus, um das Feuerwerk in der Tischmitte entstehen zu lassen. Die Karte passt, wenn mit ihr eine neue Farbreihe angefangen oder eine bestehende erweitert werden kann. Von jeder Farbe gibt es genau eine Farbreihe, die mit einer 1 beginnt. Jede weitere Karte einer Farbreihe muss um genau 1 höher sein. Kein Zahlwert darf doppelt in einer Farbreihe vorkommen. Wenn die ausgespielte Karte nicht passend angelegt werden kann, muss eines der drei Gewitterplättchen umgedreht werden. Wenn alle drei Gewitterplättchen umgedreht sind, ist das Spiel für alle verloren.
3. Man wirft eine Karte offen auf den Ablagestapel ab, wofür die Spielrunde ein Hinweis-Plättchen wieder zurückdrehen kann, sodass ein weiterer Tipp zur Verfügung steht.

Wenn eine Karte angelegt oder abgeworfen wird, zieht der Spieler jeweils eine andere Karte vom Nachziehstapel nach.
Das Spiel ist zu Ende, wenn eine der drei folgenden Situationen eintritt:
1. Das dritte Gewitterplättchen wird umgedreht. Das Spiel endet sofort, und alle Spieler haben verloren.
2. Alle Farbreihen sind komplett ausgelegt und die Maximalpunktzahl von 25 ist erreicht worden.
3. Wenn die letzte Karte vom Nachziehstapel nachgezogen wird, hat jeder Spieler noch einen einzigen weiteren Zug. Anschließend wird das Feuerwerk gewertet. Dabei werden jeweils die höchsten Zahlenwerte der verschiedenen Farbreihen zusammengezählt; die Maximalpunktzahl beträgt 25 (5 Reihen mit Maximalwert 5).

## Charakterisierung des Spiels
Hanabi versetzt die Spieler in eine ungewöhnliche Spielsituation, indem es ein Kartenspiel ist, in dem prinzipiell immer nur die Karten der Mitspieler gesehen werden. Die Maximalpunktzahl zu erreichen, erweist sich durch die begrenzte Verfügbarkeit von Tipps als schwierig. Zudem stehen durch die Mehrfarbenkarten eine Reihe von schwierigeren und leichteren Spielvarianten zur Verfügung.
Insgesamt hat das Kartenspiel den Charakter eines kooperativen Denkspiels: Wie kann mit möglichst wenig Tipps den Mitspielern möglichst viel Information mitgeteilt werden? Durch die unterschiedliche Verteilung der gemischten Karten entstehen in jedem Spiel immer wieder völlig neue Spielsituationen. Nach einer strikten Auslegung der Spielregeln dürfen sich die Spieler – abgesehen von den Tipps zu einzelnen Farb- oder Punktwerten von Karten der Mitspieler – gegenseitig keinerlei Hinweise geben. Deshalb muss jede Spielrunde für sich einen Weg finden, wie mit einem Tipp unausgesprochen weitere Information an die Mitspieler mitgeteilt werden kann. Jede Spielrunde muss so zu einer situativen Selbstdefinition gelangen, wie Tipps implizite Information tragen können (zum Beispiel im Sinne: Wenn ich nichts über meine Karten erfahre, dann sind sie auch nicht wichtig und ich kann sie abwerfen. Oder: Wenn ich einen Tipp gebe, dann kann eine der betreffenden Karten auch ausgespielt werden – aber wenn dies offensichtlich nicht möglich ist, dann muss der Tipp einen eindeutigen Hinweis auf eine andere Handlungsmöglichkeit enthalten).
Im Laufe solcher kommunikativen Lernprozesse innerhalb einer Spielrunde, die ein wesentliches Element des Spielreizes darstellen, müssen die Spieler selber eine Auslegung finden, welche Form von verbaler und nonverbaler Information erlaubt sein soll. Die Spielregel betont diesen prozessualen Charakter von Kommunikation, indem sie selber festhält, dass die Spielrunde selber die Strenge der Auslegung der Spielregel definieren muss: „… jede Gruppe wird ihr eigenes Maß an erlaubter Kommunikation finden. Spielen Sie so, dass es Ihnen Spaß macht!“

## Entstehungsgeschichte
Die französische Originalversion erschien 2010 zusammen mit dem Spiel Ikebana desselben Autors bei Cocktailgames. Bei Ikebana (Japanisch für „Blumenarrangement“) soll ein möglichst buntes Blumengesteck entstehen. Ikebana verwendet ein prinzipiell identisches Kartenset (allerdings mit anderen Motiven), folgt jedoch einem völlig anderen Spielmechanismus, wodurch Ikebana kein kooperatives, sondern ein kompetitives Spiel ist. In der französischen Originalversion von 2010 gab es von den mehrfarbigen Feuerwerkskarten nur je 1 Karte pro Wert (total 5 Karten mit den Werten 1 bis 5). In der deutschen Version, die 2012 von Abacusspiele herausgebracht wurde, wurde die Zahl der mehrfarbigen Feuerwerkskarten modifiziert und ist nun mit den anderen Farbkarten identisch.

## Kritiken
In Rezensionen wurde der innovative Mix von kooperativen, kommunikativen und deduktiven Spielelementen hervorgehoben, die über einen einfachen Spielmechanismus miteinander gekoppelt sind.
Besondere Beachtung finden dabei immer wieder die kommunikativen Prozesse, die innerhalb einer Spielrunde stattfinden. Zudem wird hervorgehoben, dass das Spiel auf ganz neuartige Weise das Problem kooperativer Spiele löst, wie gemeinsames Handeln und Verantwortung für den eigenen Spielzug miteinander gekoppelt sind.
Erwähnung findet, dass die Spielvarianten mit den Mehrfarbenkarten in der Spielregel nicht speziell mit einer eigenen Skala bewertet werden. Zudem wird betont, dass sich das Spiel für zwei Spieler deutlich anders spielt als für mehrere Spieler. Wiederholt wird festgestellt, dass das Spiel keinem klassischen Spannungsaufbau folgt, aber trotzdem alles andere als langweilig ist.

## Marketing
Mittlerweile (2013) sind französische, englische, deutsche, spanische, polnische und chinesische Ausgaben erhältlich.